# Apeadero de Cabrela
El Apeadero de Cabrela fue una antigua plataforma ferroviaria de la Línea de Alentejo, que servía a la localidad de Cabrela, en el Distrito de Évora, en Portugal.

## Historia
Esta infraestructura se inserta en el tramo entre Vendas Novas y Évora de la entonces denominada Línea del Sur, que fue abierta a la explotación el 14 de septiembre de 1863.